# Tireotoksikoza
Tireotoksikoza  je povećana količina hormona štitnjače (tiroksina i trijodtironina) u krvi.
Tireotoksikoza obuhvaća poremećaje povećanog stvaranja hormona u štitnjači (hipertireoza) te poremećaje u kojima ne dolazi dolazi do povećenog stvaranja već je povećana razina hormona štitnjače u krvi posljedica povećanog otpuštanja iz tkiva štitnjače (tireoiditisi) ili uzimanja umjetnih pripravaka (levotiroksina). 

## Klinička slika
Povećana razina hormona štitnjače uzrokuje ubrzani metabolizam, pojačano znojenjem, osjećaj vrućine, drhtanje, lupanje srca, nervozu, nesanicu i gubitak težine. 

## Uzroci
Uzroci tireotoksikoze mogu biti:
- Gravesova (Basedowljeva) bolest
- kronični tireoiditis (Hashimotov tireoiditis)
- subakutni tireoiditis
- druge vrste tireoiditisa (uzrokovani lijekovima, postporođajni tireoiditis...)
- toksična čvorasta guša (struma)
- toksični adenom

## Dijagnoza
Tireotropni hormon (TSH) u tireotoksikozi je jako snižen, a tiroksin (T4) i trijodtironin (T3) su povišeni. U subkliničkoj tireotoksikozi tiroksin i trijodtironin su još u referentnim vrijednostima.
Ultrazvuk štitnjače i scintigrafija štitnjače mogu razlučiti između različitih uzroka tireotoksikoze. 

## Liječenje
Tireotoksikoza se liječi tireostatskim lijekovima (metimazol i propiltiouracil). Za olakšavanje simptoma koriste se beta-blokatori (propranolol, atenolol). 
Ovisno o uzroku odnosno tijeku bolesti provodi se i operativno liječenje odnosno liječenje radioaktivnim jodom. 